# Рощино (Зеленоградский район)
Рощино — посёлок в Зеленоградском районе Калининградской области. Входит в состав Ковровского сельского поселения.

## Население
| 2002 | 2010 |
| ---- | ---- |
| 159  | ↗271 |

## История
Первое упоминание поселения относится к 1322
В 1946 году Грюнхоф был переименован в поселок Рощино.